# ياسمين شجيري
الياسمين الشجيري أو الياسمين الأصفر أو ياسمين البر أو ظيان  (باللاتينية: Jasminum fruticans) نوع نباتي يتبع جنس الياسمين من الفصيلة الزيتونية.

## الموئل والانتشار
موطنه بلاد الشام والمغرب العربي وتركيا والقوقاز والبلقان وجنوب غرب أوروبا.

## الوصف النباتي
أزهاره صفراء.

## مرادفات للاسم العلمي
- (باللاتينية: Jasminum collinum Salisb., nom. superfl.)
- (باللاتينية: Jasminum frutescens Gueldenst., nom. nud.)
- (باللاتينية: Jasminum fruticosum Willd.)
- (باللاتينية: Jasminum heterophyllum Moench, nom. illeg.)
- (باللاتينية: Jasminum humile Gueldenst., nom. nud.)
- (باللاتينية: Jasminum luteum Gueldenst.)
- (باللاتينية: Jasminum mariae Sennen & Mauricio)
- (باللاتينية: Jasminum syriacum Boiss. & Gaill.)
- (باللاتينية: Jasminum fruticans subsp. mariae (Sennen & Mauricio) Sennen & Mauricio)
- (باللاتينية: Jasminum fruticans var. mariae (Sennen & Mauricio) Sennen & Mauricio)
- (باللاتينية: Jasminum fruticans var. simplicifolium Stokes)
- (باللاتينية: Jasminum fruticans var. speciosum E. Rev. & Debeaux)
- (باللاتينية: Jasminum fruticans var. syriacum (Boiss. & Gaill.) Hayek)